# Mónaco en los Juegos Olímpicos de Pekín 2008
Mónaco estuvo representado en los Juegos Olímpicos de Pekín 2008 por cinco deportistas, cuatro hombres y una mujer, que compitieron en cinco deportes.
El portador de la bandera en la ceremonia de apertura fue el remero Mathias Raymond. El equipo olímpico monegasco no obtuvo ninguna medalla en estos Juegos.